# Daršan
Daršan je v indických duchovních tradicích pojem pro vhled či poznání v náboženství/filosofii, zření nadpřirozena či božského.
Podle definic společenství Bhakti Márga se jedná o to,
vidět a být viděn Bohem a obdržet požehnání, daršan, od plně osvíceného duchovního Mistra.
Společenství Bhakti Marga, Daršan se svámím Višvánandou : Náboženský infoservis, 12. 6. 2025
Podle svámího Máhášvéránandy je daršan obdarováním a nejvyšším požehnáním.
Tento spirituální prožitek mohou zprostředkovat či obsahující požehnání udílet různí duchovní mistři. Ve společenství Bhakti Márga je to svámí Višvánanda, stejný pojem najdeme i v již zaniklém českém společenství Matky Lasany.
V širším pojetí jde právě o termín, jímž se označuje souhrnně samotná indická filosofie, jež se však skládá z mnoha proudů, kde filosofie a náboženství splývá.